# Финес и Ферб: Миссия Marvel
«Финес и Ферб: Миссия Marvel» (англ. Phineas and Ferb: Mission Marvel) — эпизод-кроссовер мультсериала «Финес и Ферб», в котором присутствуют персонажи из Marvel Entertainment. Эпизод вышел в эфир 16 августа 2013 года на Disney Channel и 25 августа 2013 года на Disney XD. Это 22-й эпизод четвёртого сезона и 196-й эпизод всего сериала. Этот специальный выпуск был выпущен на DVD 1 октября 2013 года.

## Сюжет
«Сила-забери-натор» доктора Фуфелшмертца, которым он хотел взять немного власти у своего брата Роджера, отражается от космической станции Финеса и Ферба и поражает Человека-паука, Железного человека, Халка и Тора. Супергерои Marvel, лишённые своей силы, встречаются с Финесом и Фербом, которые пытаются вернуть им их. Суперзлодеи Marvel приходят к Фуфелшмертцу, чтобы с помощью его -инаторов захватить весь мир, но вскоре их планы расходятся. Супергерои пытаются сражаться, не имея своих суперсил, им помогают Финес и Ферб в костюме Птица, Перри, маскирующийся под Утю Момо, и Балджет, случайно получивший силу Халка. Кендэс тоже желает помочь супергероям, сначала от неё лишь проблемы, но потом она с помощью Изабеллы смогла вернуть супергероям их силы, которые оказались на станции Финеса и Ферба.

## Разработка
В 2009 году The Walt Disney Company приобрела Marvel Entertainment.
Эпизод был официально анонсирован на выставке Comic-Con. Дэн Бакли, издатель и президент печатного, анимационного и цифрового подразделений Marvel Worldwide, Inc., говорил: «"Финес и Ферб: Миссия Marvel" — это захватывающий анимационный спецвыпуск для всех сотрудников Disney и Marvel. Объединение миров "Финеса и Ферба" и "Мстителей" Marvel — это масса удовольствия для поклонников обеих франшиз».

## Приём
Эпизод собрал 3,8 миллиона зрителей в день премьеры, что стало самым высоким рейтингом за последние шесть месяцев. Телепередача заняла первое место среди основных молодёжных демографических групп и стала первой по общему числу зрителей на кабельном телевидении. В Великобритании премьера сериала состоялась 12 сентября 2013 года и собрала 234 000 зрителей.
Гвен Ихнат из The A.V. Club поставила эпизоду оценку B+, сказав: «Вместо того чтобы беспокоиться о том, что Дисней "инфантилизирует" Марвел, просто наслаждайтесь магией Финеса и Ферба в этом анимационном мэшапе».
Даниэль Альварес из Unleash the Fanboy поставил фильму 4,5 звезды из 5, сказав: «В целом, это одна из самых забавных вещей, появившихся в последнее время в анимации Marvel. Диалоги великолепны, и в некоторых моментах вы будете смеяться вслух. Это развлечение для всех, как для маленьких, так и для давних поклонников комиксов».
Денетт Уилфорд из HuffPost Canada получил удовольствие от мультфильма, но отметил, что он не так хорош, как «Финес и Ферб: Покорение 2-го измерения» (2011).